# 宮崎正雄
宮崎 正雄（みやざき まさお、1907年6月13日 - 1994年3月13日）は、日本の政治家。参議院議員（2期、自由民主党）。日本海新聞社長。

## 経歴
鳥取県出身。1941年東京文理科大学卒。東京高等師範学校講師、同助教授、石川県地方事務官、鳥取県立鳥取図書館長、同県教育長の他、日本海新聞社長、会長を歴任する。1959年の第5回参議院議員通常選挙で自由民主党公認で鳥取県から立候補したが、日本社会党公認で現職の中田吉雄に39票差で敗れて落選した。6年後の1965年の第7回参議院議員通常選挙で立候補して初当選。連続2期務めた。この間、第3次佐藤内閣農林政務次官、参議院運輸、文教の各委員長を歴任、1977年に引退した。同年秋の叙勲で勲二等瑞宝章受章（勲六等からの昇叙）。1994年3月13日死去、86歳。死没日をもって正七位から従四位に叙される。